# Tricheczemotes dystasioides
Tricheczemotes dystasioides – gatunek chrząszcza z rodziny kózkowatych i podrodziny zgrzypikowych. Jedyny przedstawiciel rodzaju Tricheczemotes.

## Zasięg występowania
Gatunek ten występuje na Borneo.